# Atheris squamigera
Atheris squamigera is een slang uit de familie adders (Viperidae) en de onderfamilie echte adders (Viperinae).

## Naam en indeling
De wetenschappelijke naam van de soort werd voor het eerst voorgesteld door Edward Hallowell in 1856. Oorspronkelijk werd de wetenschappelijke naam Toxicoa squamata gebruikt. Later werd de slang in het geslacht Poecilostolus geplaatst en er zijn ook verschillende wetenschappelijke soortnamen gebruikt, zoals squamatus, Lucani en squamiger. De literatuur is hierdoor niet altijd eenduidig over deze soort.
De soortaanduiding squamigera betekent vrij vertaald 'schubbendragend'.

## Uiterlijke kenmerken
Deze slang heeft een zeer brede maar relatief kleine en spits toelopende kop met daarop zeer ruwe en uit-stekende schubben. De kop is duidelijk te onderscheiden van het lichaam door de aanwezigheid van een insnoering. De kop heeft grote ogen met verticale pupillen, en over het hele lijf zijn grote schubben aanwezig op een zwarte achtergrond. De kleur van de schubben is variabel; van groen tot gelig of bruin, maar ook grijs en rood komen voor. De juvenielen zijn meestal knalgroen of knalgeel met een zwart vlekpatroon, en een duidelijke 'V' op de kop, zoals ook veel oudere dieren. Volwassen dieren worden niet zo lang; ongeveer 45 tot 50 centimeter, vrouwtjes worden langer en kunnen ongeveer 80 centimeter bereiken.
De slang heeft 15 tot 23 rijen schubben in de lengte op het midden van het lichaam en 148 tot 175 schubben aan de buikzijde. Onder de staart zijn 40 tot 65 staartschubben aanwezig.

## Verspreiding en habitat
De soort komt voor in delen van Afrika en leeft in de landen Kenia, Oeganda, Kameroen, Equatoriaal-Guinea, Centraal-Afrikaanse Republiek, Congo-Kinshasa, Congo-Brazzaville, Gabon, Angola, Togo, Ghana, Nigeria en Soedan. De habitat bestaat uit bergwouden bij rivieren; het hoeft niet warm te zijn, wel vochtig. Deze soort komt voor in westelijk Kenia en grote delen van Angola, waar hij meestal op de bodem of in laaghangende struiken ligt te wachten tot een prooi voorbij komt. Ook is de slang in bomen te vinden, onder andere als er gerust wordt, maar de slang wordt nooit ver boven de grond aangetroffen.

## Levenswijze
Atheris squamigera is zeer giftig, maar aan een aanval gaan vele waarschuwingen vooraf; schijnaanvallen, een trillende staart en sissen. Het is geen heel agressieve soort en de slang wordt liever gepasseerd dan dat hij een verstoorder achterna gaat. Atheris squamigera leeft van kleine zoogdieren en in mindere mate van vogels en reptielen.
De vrouwtjes zetten geen eieren af maar zijn eierlevendbarend, de jongen komen levend ter wereld. Per worp worden ongeveer 10 tot 20 jongen geboren die een lichaamslengte hebben van ongeveer 20 centimeter.